# ヨゼフィーネ・ラング

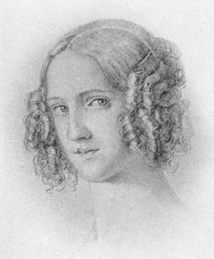
ヨゼフィーネ・ラング

ヨゼフィーネ・ラング（Josephine Lang, 1815年3月14日 ミュンヘン – 1880年12月2日 テュービンゲン）は、ドイツ初期ロマン派音楽の作曲家。主に抒情的なリート作家として名を残す。

## 略歴
音楽家の両親の下に生まれる。父テオドールはヴァイオリニストであり、母レジーナ・ヒッツェルベルガー（Regina Hitzelberger）はオペラ歌手だった。母親からピアノの手ほどきを受け、5歳から作曲家としての大器の片鱗を示し始める。すでに11歳でピアノを独学するようになる。代父のヨーゼフ・シュティーラー（Joseph Stieler）を通じて当代きっての大芸術家と接触するようになる。フェリックス・メンデルスゾーンとフェルディナント・ヒラーは、歌曲の作曲に必要な理論が修得できるように徹底して援助してくれた上に、コネを使って作品が出版できるように取り計らってくれた。ロベルト・シューマンまでもが『新音楽時報』誌上でヨゼフィーネの歌曲を発表している。
ヨゼフィーネ・ラングは幼少時から、虚弱体質であったと記されている。そのため健康管理をしながら教育や演奏活動を続けられるように悪戦苦闘を重ねていた。バイエルン王国の国王夫妻のために御前演奏を行なった際には、王女カロリーネ・アウグステ（オーストリア皇后）がヨゼフィーネの体調不良を察して、ドイツ・アルプスの療養地ヴィルトバート・クロイトに彼女が転地できるように取り計らっている。アルプスに滞在中に、弁護士のクリスティン・ラインホルト・ケストリン（Christian Reinhold Köstlin）と出逢い、ケストリンに誘われて詩作も手がけるようになる。2人は出会ってすぐ恋仲になり、幸福な結婚生活に入った。ケストリンはテュービンゲン大学の教授に就任した。
しかし1856年にケストリンが他界すると（現在では恐らく死因は癌だったと疑われている）、ヨゼフィーネの生活は著しく暗転する。家族を養うために、歌曲の創作やピアノの指導に復職するが、経済上の低迷や、楽譜を出版する試みの失敗の後で、音楽界に援助を求めてフェルディナント・ヒラーやクララ・シューマンと接触する。窮地の報せを受けたクララ・シューマンは、自らピアニストとして舞台に立ち、ヨゼフィーネの作品を特集した慈善演奏会を開いた。ヒラーは1867年に、各出版社に、ヨゼフィーネについての略伝的な小論文を書き送っている。その後まもなくヨゼフィーネは、ひとえにヒラーの文章力のお蔭で、一流の作曲家として名をなし、作品を出版してもらえるようになった。
最晩年は、悪夢と病苦にさいなまれた。3人の息子に先立たれるのを見届けて過ごし、2人の娘がそれぞれ1868年と1870年に嫁ぐと、ヨゼフィーネは孤独を味わい、見棄てられたと感じた。彼女自身が重い病気に罹っていたが、それでもこの間ずっとピアノの指導や作曲に勤しんでいた。
1880年12月に心臓発作のため逝去した。